# 1679 en santé et médecine
| Années de la santé et de la médecine : 1676 - 1677 - 1678 - 1679 - 1680 - 1681 - 1682    |
| Décennies de la santé et de la médecine : 1640 - 1650 - 1660 - 1670 - 1680 - 1690 - 1700 |

Cet article présente les faits marquants de l'année 1679 en santé et médecine.

## Événements

### Archiduché d'Autriche
- Grande peste de Vienne : elle cause un nombre de décès élevé mais difficile à déterminer avec précision. Elle aurait emporté 12 000 à 15 000 personnes. Les estimations, qui incluent également les décès dans la région de Vienne, donnent des chiffres entre 30 000 et 50 000. Les rapports contemporains, qui parlent de jusqu'à 140 000 morts, sont certes exagérés, mais témoignent de la terrible impression que les morts massives dans les rues et ruelles de Vienne ont dû faire aux survivants[1].

### France
- 13 mars : arrestation de La Voisin ; l’Affaire des poisons éclate au grand jour[2].
- En mai, fondation de l’Hôpital général de Montpellier, sur l'emplacement du couvent des Carmes[3], administré par le chapitre cathédral Saint-Pierre. Il a vocation d’hospice pour les invalides et les vieillards[4].
- « Registre pour la communauté des maistres apotiquaires de la ville de Sainct-Jean d’Angély »[5].

## Publications
- Première revue scientifique médicale, fondée par Nicolas de Blégny, chirurgien du roi, sous le titre de Journal des nouvelles découvertes sur toutes les parties de la médecine[6],[7].
- Franciscus de le Boë : Opera Medica (posthume).
- 1678-1679 : parution en deux volumes du Dictionnaire pharmaceutique de De Meuve[8].

## Naissances
- 2 janvier : Pierre Fauchard (mort en 1761), dentiste français, « mondialement connu et reconnu en tant que « père de la chirurgie dentaire[9] » ».
- 3 février : Isacco Lampronti (it) (mort en 1756), rabbin, philosophe et médecin italien.
- 26 mai : Magnus von Bromell (mort en 1731), médecin suédois.

Date non précisée
- Dominique Anel (mort en 1730), chirurgien français.

## Décès
- Date non précisée : 
  - Catherine Lepère (en) (née en 1601), sage-femme française, une des accusées de l'affaire des poisons.
  - John Mayow (né en 1641), chimiste, médecin et physiologiste britannique.
  - Jean Chrysostome Magnen, médecin franc-comtois, né en 1590.